# Orpiment (pigment)

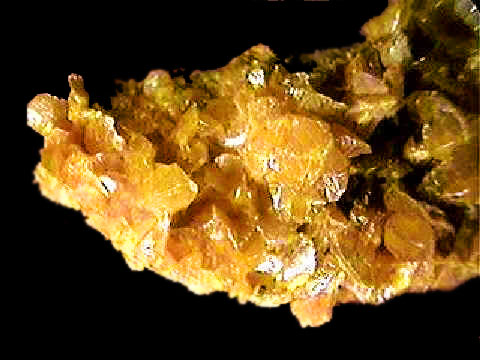
Orpiment minéral

Pour le minéral, voir Orpiment.
L'orpiment (PY39) est un pigment d'un beau jaune doré tirant sur l'orangé profond.
À l'origine, il était tiré du minéral jaune aussi appelé orpiment. 
Ce jaune est aussi connu sous le nom de jaune royal, jaune de Perse, ou orpin de Perse.

## Composition
L'orpiment est composé de trisulfure d'arsenic. 
Sa composition chimique est : As2S3. 

## Histoire
Malgré sa toxicité, l'orpiment a été utilisé depuis l'Antiquité par les Grecs, les Romains et les Égyptiens comme pigment.
La belle couleur jaune d'or de l'orpiment avait attiré l'attention des Anciens. Il était connu d'Aristote et de Pline l'Ancien qui l'appela auri pigmentum. Les alchimistes grillaient les sulfures pour préparer l'arsenic blanc ou anhydride arsénieux, et il semble que l'arsenic élémentaire ait été isolé dès le XIIIe siècle, mais cela reste incertain jusqu'au XVIIIe siècle.
Au Moyen Âge, on le fabriqua en fondant du réalgar et du soufre ; les artistes le préféraient synthétique (Ball 2010, p. 122).
Impropre à la fresque, car noircissant au contact de l'air à cause du soufre, il fut peu utilisé en dehors des miniatures dans les manuscrits où il remplaçait parfois l'or.
Il était habituellement broyé puis mêlé à de l'eau et à un liant protéique comme l'œuf ou la colle de parchemin.
Beaucoup de manuscrits irlandais du premier millénaire lui doivent une part de leur magnificence, parmi lesquels le Livre de Kells, le Livre de Durrow ou encore l'Évangéliaire de Lindisfarne.
Il fut utilisé par Lucas Cranach l'Ancien en Saxe au XVe siècle  et par  les peintres vénitiens du XVIe siècle, en particulier Le Tintoret. Au XVIIIe siècle, il figure encore dans les manuels de peinture.
Cependant, l'orpiment suscitait des mises en garde, non seulement à cause de sa toxicité, qui fait Cennini au XVe siècle conseiller aux peintres de le laisser préparer par d'autres (Ball 2010, p. 122), mais aussi parce que sa réaction avec d'autres pigments peut faire à la longue altérer les couleurs ; aussi les artistes évitaient-ils de le mélanger pour obtenir d'autres teintes (Ball 2010, p. 384).
Il n'est plus utilisé, ni disponible, comme pigment pour les peintures en raison de sa toxicité et de sa faible permanence.

## Étymologie
Son nom vient du latin auri pigmentum (pigment de l'or), pour indiquer la couleur du minéral proche de celle de l'or.